# James Stern
James Stern (geboren 26. Dezember 1904 im County Meath; gestorben 22. November 1993 in Tisbury, Wiltshire) war ein irisch-britischer Schriftsteller, Übersetzer und Literaturkritiker.

## Leben
James Stern war der älteste Sohn eines britischen Offiziers jüdischer Herkunft und einer protestantischen Anglo-Irin aus der englischen Oberschicht. Nach der irischen Unabhängigkeit verließ die Familie 1922 das Land. James Stern erhielt die strenge und unpersönliche Erziehung eines Oberschichtenkindes und litt bis zu seiner Ehe unter schweren psychischen Störungen. Er besuchte die Wixenford School in Berkshire, Schulkameraden waren Harold Acton und Kenneth Clark, und von 1918 bis 1923 das Eton College, wo er in den Lebensstil der Upper Class eingeführt wurde. Nach einem Jahr an der Royal Military Academy in Sandhurst war auch sein Vater überzeugt, dass James nicht für eine militärische Karriere geeignet war.
Nach einem Aufenthalt in der britischen Kolonie Südrhodesien brachten ihn seine Eltern in London bei Verwandten in einer Privatbank unter. Die Bank schickte ihn nach Frankfurt und in das Berlin der Zwanziger Jahre, wo Stern sich mehr dem Nachtleben hingab, als zu arbeiten. Nach einiger Zeit verließ Stern die ihm nicht zusagende Arbeitsstelle. Alan Pryce-Jones besorgte ihm in London eine Arbeit als Assistent des Herausgebers John Collings Squire der einflussreichen Literaturzeitschrift London Mercury.
Er ging 1931 nach Paris und versuchte sich, abgeschieden in einem Zimmer des Hotel d’Alsace, als Schriftsteller. 1932 veröffentlichte er sein erstes Buch The Heartless Land mit Kurzgeschichten über seine Zeit in Afrika mit einer bitteren Kritik am britischen Kolonialismus und Rassismus. In Paris traf er 1934 die aus Deutschland geflohene Constanze Kurella, sie heirateten im Jahr darauf im Hause seiner Eltern in London. Sie hatten keine Kinder.
In Paris lernten sie 1937 W. H. Auden kennen, mit dem sie ab ihrer New Yorker Zeit sehr eng befreundet waren. Auden widmete 1944 das Langgedicht The Sea and the Mirror „für James und Tania Stern“. Audens Lebenspartner Chester Kallman wurde von ihnen weniger geschätzt. Auden hielt sich 1972 zusammen mit Sonja Orwell längere Zeit im Sterns Haus in Tisbury auf und schenkte ihnen das Gedicht Thank You, Fog, das postum 1974 in dem gleichnamigen Gedichtband gedruckt wurde. Die Sterns waren Gründungsmitglieder der Auden Society. Stern war außerdem befreundet mit Christopher Isherwood, Djuna Barnes, Samuel Beckett und Arthur Miller, der ihm sein Theaterstück A View from the Bridge widmete.
Beide flohen 1939 aus Europa in die USA. Neben seiner stockenden literarischen Arbeit schrieb er Rezensionen für die New York Times, den Partisan Review und New Republic. Nach Kriegsende wurde er vom United States Strategic Bombing Survey zusammen mit Auden für drei Monate nach Deutschland beordert, er veröffentlichte 1947 darüber den Bericht The Hidden Damage. 1951 schrieb er eine satirische Kritik zum Erscheinen von J. D. Salingers Roman Catcher in the Rye.
1955 kehrten sie nach England zurück, wohnten in der Gegend von Salisbury und bezogen 1961 das Hatch Manor in Tisbury. Gemeinsam mit Tania Stern übersetzte er aus dem Deutschen ins Englische einzelne Werke von Schriftstellern wie Thomas Mann, Franz Kafka, Erich Maria Remarque, Hugo von Hofmannsthal, Bertolt Brecht, sowie Briefe von Sigmund Freud.

## Werke
- The Heartless Land. Kurzgeschichten. (1932)
- Something Wrong. Kurzgeschichten. (1938)
- The Hidden Damage. (1947).
  - Die unsichtbaren Trümmer: eine Reise im besetzten Deutschland 1945. Übersetzung Joachim Utz. Frankfurt am Main: Eichborn, 2004 ISBN 978-3-8218-0749-2
- The Man who was Loved. Kurzgeschichten. (1952)
- The Stories of James Stern. Auswahlband (1969).
- A Silver Spoon. Autobiografisches, unveröffentlichtes Manuskript.

Übersetzungen (Auswahl)
- Stefan Zweig: Brazil, land of the future. Übersetzung James Stern. New York: Viking, 1941
- Stefan Zweig: Amerigo : a comedy of errors in history. Übersetzung James Stern. New York: Viking, 1942
- Jakob und Wilhelm Grimm: Grimm’s fairy tales. Überarbeitung der Übersetzung von Margaret Hunt. Illustrationen Josef Scharl. New York: Pantheon Books, 1944
- Erich Maria Remarque: Spark of Life. Übersetzung James Stern. New York: Appleton 1952
- Hugo von Hofmannsthal: Selected prose. Übersetzung Mary Hottinger, Tania Stern, James Stern. Einleitung Hermann Broch. New York: Pantheon Books 1952
- Franz Kafka: Letters to Milena. Herausgeber Willy Haas. Übersetzung Tania Stern, James Stern. New York: Schocken 1953
- anonym (i. e. Marta Hillers): A Woman in Berlin. Einleitung C. W. Ceram. Übersetzung James Stern. New York: Harcourt, Brace, 1954
- Leo Lania: The foreign Minister. Übersetzung James Stern. London: Davies, 1957
- Sigmund Freund: Letters: 1873-1939. Herausgeber Ernst L. Freud. Übersetzung Tania Stern, James Stern. London: Hogarth Press 1961
- Bertolt Brecht: The Caucasian Chalk Circle. Übersetzung Tania Stern, James Stern, W. H. Auden. London: Methuen 1961
- Hermann Kesten: Casanova. Übersetzung James Stern, Robert Pick. New York: Collier Books 1962
- Franz Kafka: Letters to Felice. Herausgeber Erich Heller, Jürgen Born. Übersetzung James Stern, Elisabeth Duckworth. New York: Schocken 1988